# Ferrari F80
La Ferrari F80 (également appelée « F250 » en interne) est une hypercar du constructeur automobile italien Ferrari produite à partir de 2025 en 799 exemplaires. Elle succède à la Ferrari LaFerrari, et elle est aujourd’hui la voiture la plus puissante créée par la marque, avec une puissance cumulée de 1 200 ch.

## Présentation
La Ferrari F80 est présentée le 17 octobre 2024.
La production débutera en 2025 et se terminera en 2027 pour les 80 ans du constructeur italien, d'où le patronyme F80 du modèle. Les 799 unités prévues sont toutes vendues, au prix d'environ 3,6 millions d'euros l'unité. Reconnue comme une hypercar, Ferrari la considère comme une supercar, à contrario de sa 499P qui court en catégorie Hypercar.

## Caractéristiques techniques

### Motorisation
La F80 reçoit une motorisation hybride essence composée d'un moteur thermique V6 3,0 litres à 120° (code F163CF) biturbo d'une puissance de 900 ch et 850 N m de couple dérivé de celui de la Ferrari 499P victorieuse aux 24 Heures du Mans 2023 et 2024. Il est associé à trois moteurs électriques. Le premier, de type MGU-K (Motor Generator Unit-Kinetic), est couplé à la boîte robotisée, d'une puissance de 60 kW (81 ch) et 45 N m de couple. Les deux autres sont positionnés sur l'essieu avant, procurant ainsi une transmission intégrale à la supercar, d'une puissance respective de 105 kW (142 ch) et 121 N m, l'ensemble alimenté par une batterie de seulement 2,28 kWh, et pour une puissance combinée de 1 200 ch. Cependant, la F80 ne dispose pas d'autonomie électrique, les moteurs électriques ne servent qu'à la performance du modèle.
| Logo de Ferrari              | |
| Logo de Ferrari              | F80 |
| ---------------------------- | --- |
| Moteur                       | V6 à 120° bi-turbo                                                                                        |
| Cylindrée (cm3)              | 2992 |
| Puissance maximale (ch) [kW] | thermique : 900 [662] électrique arrière : 81 [60] électrique avant : (2x) 142 [105] cumulée : 1200 [883] |
| au régime de (tr/min)        | 8750 |
| Couple maximal (N m)         | thermique : 850 électrique arrière : 45 électrique avant : (2x) 121 cumulée :                             |
| au régime de (tr/min)        | 5550 |
| Boîte de vitesses            | Robotisée à double embrayage 8 rapports                                                                   |
| Transmission                 | Intégrale                                                                                                 |
| Vitesse maximale (km/h)      | 350 |
| 0-100 km/h (s)               | 2,15 |
| 0-200 km/h (s)               | 5,75 |
| Masse à vide (kg)            | 1525 |
| Consommation (L/100 km)      | |
| Émissions de CO2 (g/km)      | |
| Capacité du réservoir (L)    | 63,5 |
| Dimensions des pneumatiques  | Avant : 255/35 ZR 20 Arrière : 315/30 ZR 21                                                               |
| Batterie                     | |
| Type                         | Lithium-ion                                                                                               |
| Capacité (kWh)               | 2,28 |
| Poids (kg)                   | 39,3 |
| Tension (Volt)               | 800 |